# Галенков, Денис Игоревич
Дени́с И́горевич Гале́нков (укр. Денис Ігорович Галенков; род. 13 октября 1995, Днепропетровск) — украинский футболист, нападающий клуба «Полтава».

## Игровая карьера
Воспитанник днепропетровского футбола. В сезоне 2013/14 играл в юношеской команде «Днепра», где забил 7 голов в 24 матчах. Летом 2014 года перешёл в «Олимпик». В этой команде в сезоне 2014/15 сыграл 22 матча в молодёжном составе, забил 9 голов. 30 мая 2015 года в игре против «Ильичёвца» дебютировал в Премьер-лиге. Галенков вышел в стартовом составе и во втором тайме был заменён на Владимира Доронина. Вместе с Галенковым в этом матче дебютировал ещё один «олимпиец» — Евгений Цымбалюк. Ранее оба эти футболиста попадали в заявку на кубковый матч против киевского «Динамо».
В июле 2016 года перешёл в черниговскую «Десну». Во время подготовки к возобновлению чемпионата весной 2017 года отличился хет-триком в матче с представителем Премьер-лиги луцкой «Волынью», которая была обыграна со счётом 4:1. В сезоне 2016/17 вместе с командой стал серебряным призёром Первой лиги. Согласно регламенту «Десна» должна была перейти в Премьер-лигу, однако ей было отказано в аттестации, и следующий сезон команда снова начала в Первой лиге.
В марте 2018 года Галенков подписал новый контракт с «Десной» сроком на 2,5 года, после чего на правах аренды до конца сезона перешёл в «Сумы», так как ему недоставало игровой практики. Вместе с ним на основании арендного соглашения команду пополнил полузащитник «Десны» Илья Коваленко. «Сумы» в то время находились в зоне вылета, однако к старту весенней части сезона вышли со значительно изменённым составом и новым тренерским штабом. В первом матче команда с участием Галенкова одержала победу со счётом 4:0 над представителем группы лидеров, харьковским «Гелиосом». В выездном матче с «Полтавой», претендующей на выход в Премьер-лигу, «Сумы» выиграли со счётом 2:1. Галенков в этой игре забил гол и заработал штрафной удар, с которого был открыт счёт.

## Достижения
«Десна»
- Серебряный призёр Первой лиги: 2016/17.
- Бронзовый призёр Первой лиги: 2017/18.